# Thyreus caeruleopunctatus
Thyreus caeruleopunctatus är en biart som först beskrevs av Blanchard 1840.  Den ingår i släktet Thyreus och familjen långtungebin. Inga underarter finns listade i Catalogue of Life.

## Beskrivning
Arten är ett kraftigt byggt, metalliskt svart bi med ljusblå fläckar på rygg och sidor.

## Ekologi
Arten är ett snyltbi; den har inga arbetare och bygger inga bon, utan honan lägger sina ägg i bon av andra, solitära bin, som Amegilla cingulata och Amegilla bombiformis, där larven äter upp ägget eller larven, och sedan lever på den insamlade födan.

## Utbredning
Thyreus caeruleopunctatus finns i Australien, framför allt i de östra delarna, och i Papua Nya Guinea.

## Bildgalleri

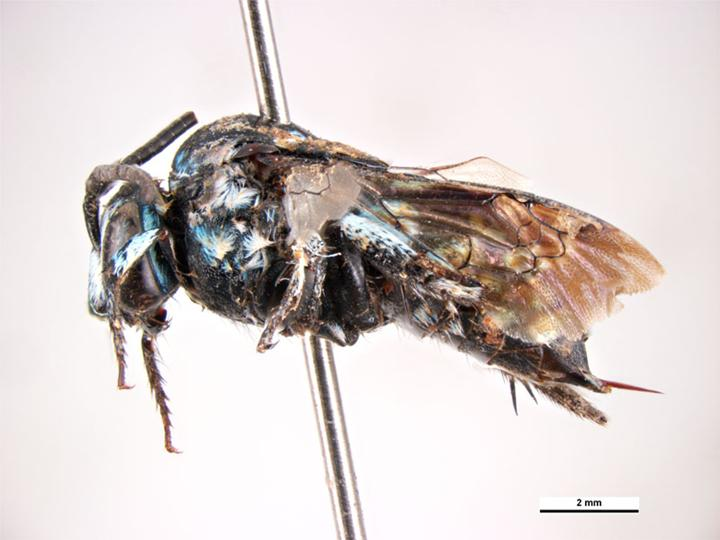
Thyreus caeruleopunctatus, hona.
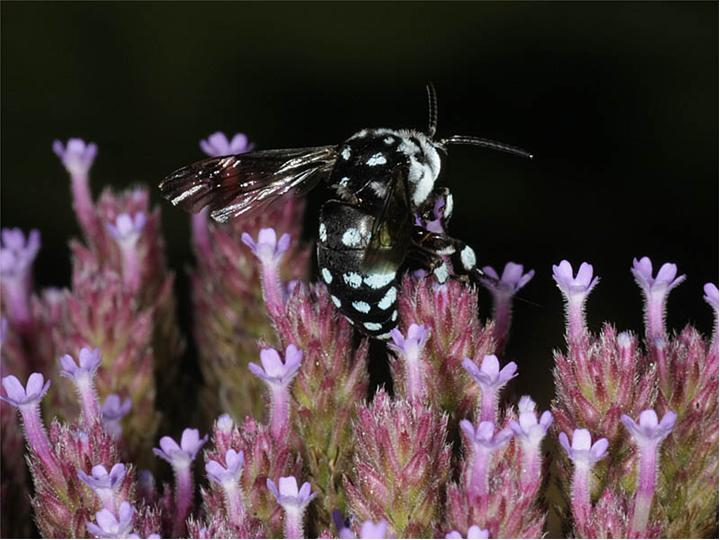
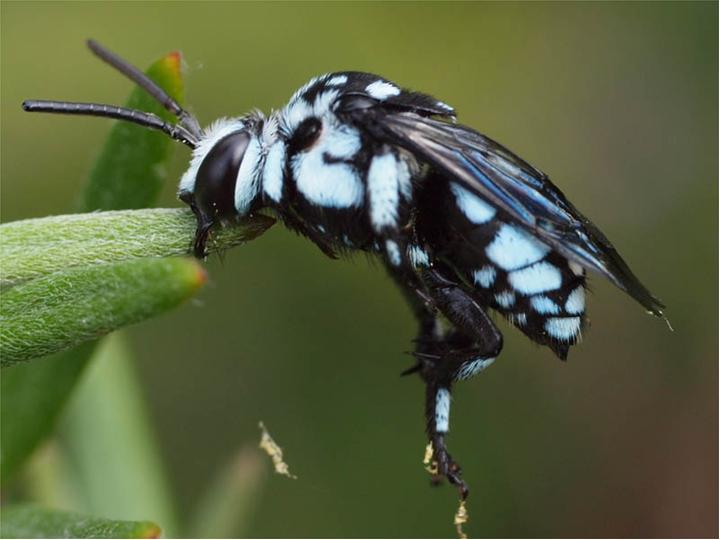